# Turystyka kulturowa
Turystyka kulturowa – dziedzina turystyki skierowana na odwiedzanie i poznawanie miejsc związanych z kulturą w jej rozmaitych aspektach. Obiekt zainteresowania tej turystyki stanowią zarówno wytwory kultury w przeszłości, jak i współczesne. W jej skład integralnie wchodzi więc również wszelkiego rodzaju turystyka historyczna. Nie należy zaś krajoznawstwo.
W zależności od przyjętych kryteriów definiowania samej kultury, turystyka kulturowa może być określana wąsko (wówczas zakres tego pojęcia obejmuje tylko elitarną turystykę kultury wysokiej) lub szeroko (także turystyka edukacyjna oraz liczne typy podróży podejmowanych w związku z celami i motywami kultury powszechnej). W związku z rozszerzeniem znaczenia słowa „kultura”, jak i wzrastającą popularnością i różnorodnością tej formy aktywności turystycznej, współcześnie zarówno organizacje turystyczne, jak i badacze skłaniają się ku drugiej definicji.
Turystyka kulturowa jest jedną z najstarszych form turystyki. Od drugiej połowy XX w., zwłaszcza w krajach Europy zachodniej, trwa rosnące zainteresowanie tą formą aktywności turystycznej i postępujący za tym rozwój usług komercyjnych w tym zakresie. Dotyczy to również Polski, w której wprawdzie procesy te dotąd rozwinęły się słabiej, jednakże trendy rozwojowe są zauważalne, przewiduje się też rosnące zainteresowanie przyjazdami do Polski turystów kulturowych z zagranicy.

## Definicja
W Polsce, z racji dość późnego na tle Europy rozwoju turystyki kulturowej jako samodzielnej działalności, przez długi czas nie wytworzono kompleksowej i funkcjonalnej definicji turystyki kulturowej. Po raz pierwszy w polskojęzycznym obiegu naukowym dokonano tego w 2008 r.
Przyjmując powszechnie dziś akceptowane szerokie pojęcie kultury, turystyka kulturowa to:
[...] te wszystkie grupowe lub indywidualne wyprawy o charakterze turystycznym, w których spotkanie uczestników podróży z obiektami, wydarzeniami i innymi walorami kultury wysokiej lub popularnej albo powiększenie ich wiedzy o organizowanym przez człowieka świecie otaczającym jest zasadniczą częścią programu podróży lub stanowi rozstrzygający argument dla indywidualnej decyzji o jej podjęciu lub wzięciu w niej udziału.
Definicja ta ma na celu wyraźne wyodrębnienie turystyki kulturowej spośród innych gałęzi turystyki – rozumianej zarówno jako zjawisko społeczne, jak i gałąź gospodarki. Łączy ona w sobie podejmowane w polskim i zagranicznym środowisku naukowym próby zdefiniowania turystyki kulturowej ze względu na popyt (modę), ofertę imprezy turystycznej, motywacje osobiste uczestnika, czy walory kulturowe. Można w niej wyróżnić trzy podstawowe warunki przyporządkowania imprezy turystycznej do zakresu turystyki kulturowej:
- 1. W pierwszej kolejności musi spełniać wymogi definicji samej turystyki (wyprawy o charakterze turystycznym), tj. przede wszystkim zakładać opuszczenie stałego miejsca zamieszkania na więcej niż jedną dobę (czyli z noclegiem), ale nie więcej niż rok i nie być prowadzone w celach zarobkowych. Tym samym do turystyki kulturowej nie kwalifikuje się np. wizyta w pobliskim muzeum,
- 2. Jej oferta przynajmniej w przeważającej części musi być nakierowana na kulturę (zasadnicza część programu), albo czynnik kulturowy musi stanowić główny motyw do podjęcia takiej podróży przez uczestnika (rozstrzygający argument dla indywidualnej decyzji o jej podjęciu lub wzięciu w niej udziału). Zastrzeżenie to jest istotne, bowiem wyprawy turystyczne zwykle nie posiadają jednolitego charakteru (tj. wyłącznie wypoczynkowego lub też wyłącznie kulturowego), lecz zazwyczaj mieszają w różnych proporcjach elementy relaksu i zapoznawania się z walorami kulturą,
- 3. Oprócz typowych wycieczek z programem zwiedzania, do turystyki kulturowej mogą kwalifikować się także podróże edukacyjne (np. prowadzone w celu wszechstronnej nauki języka obcego w krajach jego codziennego użytku), o ile nie są to profesjonalne ekspedycje badawcze (powiększenie ich [tj. uczestników] wiedzy). Wyprawy badawcze są bowiem organizowane w celu prowadzenia badań, a więc powiększania ogólnego dorobku wiedzy – a nie zapoznawania się przez uczestników z ustalonym stanem wiedzy.

## Podział
Na turystykę kulturową składają się trzy podstawowe gałęzie, które z kolei dzielą się na precyzyjniej scharakteryzowane rodzaje. Wiele wypraw turystyki kulturowej wykazuje także mieszany charakter, z elementami charakterystycznymi dla poszczególnych jej rodzajów.
- 1. Turystyka kultury wysokiej,
  - turystyka dziedzictwa kulturowego,
  - turystyka muzealna,
  - turystyka literacka,
  - turystyka eventowa (kultury wysokiej),

- 2. Turystyka edukacyjna
  - podróże studyjne
  - podróże tematyczne,
  - podróże językowe,
  - podróże seminaryjne,

- 3. Powszechna turystyka kulturowa
  - turystyka miejska,
  - wiejsko-kulturowa,
  - etniczna,
  - turystyka obiektów militarnych,
  - turystyka obiektów przemysłowych i technicznych,
  - turystyka żywej historii,
  - turystyka eventowa kultury popularnej,
  - turystyka kulturowo-przyrodnicza,
  - turystyka egzotyczna,
  - turystyka religijna i pielgrzymkowa,
  - turystyka kulinarna,
  - turystyka hobbystyczna,
  - turystyka regionalna.
  - Bookstore tourism

Inny podział oparty jest o tzw. „elementy pierwszorzędne tworzące turystykę kulturową”, tj. dziedzictwo kulturowo i kulturę współczesną i obejmuje dwie grupy wielotematycznych sektorów, do których zaszeregowano istniejące i obecne w literaturze różnorodne formy turystyki kulturowej – zarówno te o charakterze niszowym, jak i te mające charakter coraz bardziej masowy. Podział nie ma charakteru sztywnej klasyfikacji, a lista form nie jest zdaniem autorki podziału zamknięta, ponieważ turystyka kulturowa cały czas się rozwija i wzbogaca, a formy przenikają i nakładają na siebie. Sektory są następujące:
- 1. Sektory turystyki kulturowej wyróżnione ze względu na trasę lub miejsce docelowe podróży, pozwalające na kompleksowe lub różnotematyczne ich poznanie (sektorom tym można przyporządkowywać wybrane formy z zakresu dziedzictwa kulturowego i kultury współczesnej lub ich elementy na zasadzie całkowitej dobrowolności):
  - Podróże studyjne / Podróże kulturowe (tematyczne objazdy terenowe)
  - Turystyka miejska
  - Turystyka wiejska
- 2. Sektory turystyki kulturowej wyróżnione ze względu na tematykę podejmowanej podróży:
  - A). Turystyka dziedzictwa kulturowego:
    - Archeoturystyka (archeologiczna)
    - Turystyka do obiektów zabytkowych (postindustrialnych, religijnych, wojskowych, zamków, pałaców, zabudowy miejskiej i wiejskiej, krajobrazów kulturowych, parków i ogrodów itp.) – w tym turystyka stylów architektonicznych
    - Turystyka muzealna
    - Turystyka dziedzictwa podwodnego
    - Turystyka etniczna rozumiana jako: sentymentalna / turystyka przodków / diasporowa / turystyka „korzeni” – w tym turystyka genealogiczna
    - Tanatoturystyka

  - B). Turystyka kultury współczesnej:
    - Turystyka związana ze współczesnymi sztukami plastycznymi: malarstwem, rzeźbą, rzemiosłem artystycznym, fotografią, grafiką itp.
    - Turystyka do obiektów architektury współczesnej
    - Turystyka do obiektów sztuki współczesnej
    - Turystyka clubbingowa
    - Turystyka slumsowa
    - Turystyka industrialna
    - Turystyka do muzeów interaktywnych
    - Turystyka wolontariacka
    - Backpacking
    - Couchsurfing
    - Turystyka współczesnych stylów życia
    - Mroczna turystyka

  -  C). Turystyka dziedzictwa kulturowego i kultury współczesnej:
    - Turystyka etniczna rozumiana jako: egzotyczna / plemienna / pierwotna – w tym turystyka językowa
    - Turystyka ożywionej historii
    - Turystyka eventowa
    - Turystyka do kulturalnych i historycznych parków tematycznych
    - Pielgrzymowanie, turystyka religijna, turystyka poznawcza religii
    - Turystyka biograficzna
    - Turystyka literacka
    - Turystyka filmowa
    - Turystyka kulinarna, enoturystyka (turystyka win), biroturystyka (turystyka piwna)
    - Turystyka kolekcjonerska/hobbystyczna
    - Fanoturystyka – w tym turystyka olimpijska, poznawania sportów narodowych
    - Turystyka śladami zjawisk paranormalnych
    - Turystyka ezoteryczna
    - Turystyka „małych ojczyzn”
    - Turystyka erotyczna (ale nie: seksturystyka)
    - Turystyka kreatywna
    - Turystyka kulturowo-przyrodnicza
    - Turystyka militarna
    - Turystyka do obiektów kulturalnych
    - Turystyka kultury ludowej

## Profil turystów kulturowych
Z uwagi na zróżnicowanie uczestników podróży w zakresie fachowej wiedzy, zainteresowania problematyką, czy preferowanego spędzania wolnego czasu, w teorii turystyki kulturowej podzielono turystów kulturowych na trzy główne grupy: motywowanych-, zainteresowanych- i przyciąganych kulturowo.
- Turyści motywowani (determinowani) kulturowo to osoby, które w swoich podróżach kierują się pogłębianiem swoich zainteresowań. Posiadają one zwykle bardzo dużą wiedzę na temat odwiedzanych miejsc. Nastawieni są zwykle na „studiowanie” obserwowanych zjawisk, czy artefaktów. Ich wyprawy zawierają zwykle mniej modułów, które jednak są realizowane niezwykle szczegółowo.
- Turyści zainteresowani kulturowo uznają czynniki kulturowe za główny, ale niekoniecznie jedyny istotny element wyprawy. Charakteryzuje ich chęć poznania zjawisk i artefaktów, o których mają powierzchowną wiedzę, bądź też zwiedzenia atrakcyjnych miejsc. Istotną rolę przy wyborze celu podróży odgrywa często moda. Osoby takie zwykle nastawione są na zwiedzenie większej ilości miejsc i obiektów, kosztem ich bardziej powierzchownego poznania. Do takich osób kierowane są tzw. wycieczki objazdowe.
- Turyści przyciągani kulturowo są osobami – najczęściej podróżnymi indywidualnymi – w założeniu wykraczającymi poza definicję turystów kulturowych, bowiem źródłem wyboru ich celów podróżniczych nie jest chęć zaznajomienia się z wytworami kultury, jednakże na miejscu docelowym ulegają zainteresowaniu miejscowymi walorami kulturowymi i w ten sposób stają się turystami kulturowymi.

Biorąc pod uwagę stopień zaawansowania w podróżach kulturowych, K. Buczkowska. dzieli turystów kulturowych na trzy grupy:
- 1) Zaawansowani turyści kulturowi – to turyści oraz podróżnicy, którzy są już bardzo doświadczeni w podróżach kulturowych; wyróżnia ich znaczna wiedza kulturoznawcza, a nawet profesjonalne znawstwo wybranych tematów; mają skonkretyzowane zainteresowania podróżnicze i zgodnie z nimi wybierają cele, tematy, szlaki (zwiedzanie) – często poza utartymi szlakami oraz różnorodne wydarzenia kulturalne (zarówno z zakresu kultury „wysokiej”, jak i alternatywną oraz wybranych przejawów pop-kultury); organizują wyjazdy samodzielnie lub zlecają konkretne wyprawy (najczęściej egzotyczne) wyspecjalizowanym biurom podróży; podróżują samodzielnie lub w małych sprawdzonych grupach; osoby te w bardzo dużym stopniu zainteresowane są poznawanymi miejscami; wyjazdy dostarczają im kolejnej wiedzy i rozrywki oraz wzbogacają podróżnicze doświadczenie; to turyści, którzy nie wyobrażają sobie życia bez podróżowania; posiadają wszystkie lub prawie wszystkie pożądane cechy turystów kulturowych;
- 2) Średnio zaawansowani turyści kulturowi – to turyści, którzy odbywają wyjazdy kulturowe od jakiegoś czasu; wyróżnia ich średnia wiedza kulturoznawcza, ale znaczne obycie turystyczne; mają już w pewnym stopniu ukierunkowane zainteresowania podróżnicze; wybierają najczęściej wycieczki objazdowe oraz wycieczki do miast – w porównaniu z początkującymi turystami kulturowymi ich cele podróży są bardziej wyszukane (pochodzą z listy tzw. „obiektów koniecznych do odwiedzenia”) oraz uczestnictwo w wydarzeniach nie tylko pop-kultury; część swoich wyjazdów organizują samodzielnie, w innych zdają się na sprawdzone osoby lub biura podróży; podróżują przeważnie w towarzystwie; osoby te zainteresowane są poznawanymi miejscami, gromadząc oprócz doświadczenia także wiedzę; posiadają sukcesywnie wzrastającą liczbę pożądanych cech turystów kulturowych; po dłuższym i intensywnym okresie podróży mogą stać się turystami zaawansowanymi – mogą jednak też na zawsze pozostać na tym poziomie podróżniczym;
- 3) Początkujący turyści kulturowi – to turyści, którzy dopiero zaczynają swoją przygodę z turystyką kulturową (m.in. dzieci, młodzież, osoby wcześniej niepodróżujące, rodziny z dziećmi); wyróżnia ich podstawowa wiedza kulturoznawcza i minimalne lub średnie doświadczenie turystyczne; nie mają jeszcze skonkretyzowanych zainteresowań podróżniczych – są na etapie zmiennych fascynacji różnymi aspektami kultury; uczestniczą najczęściej w klasycznych wycieczkach objazdowych oraz wycieczkach do miast (miejsca odwiedzane znajdują się na początku listy tzw. „obiektów koniecznych do odwiedzenia”), a także uczestniczą w wydarzeniach pop-kultury; nie organizują tych wyjazdów samodzielnie – zdają się w tym zakresie na biura podróży lub osoby bardziej doświadczone; podróżują zawsze w towarzystwie; osoby te zainteresowane są poznawanymi miejscami, początkowo jednak bardziej gromadzą doświadczenia niż wiedzę; jeżeli załapią „bakcyla kulturowego” i nabiorą pewnego doświadczenia podróżniczego, po pewnym czasie przejdą do poziomu turystów średnio zaawansowanych, a jeżeli to się nie stanie – będą podróżować okazjonalnie, nastawiając się bardziej na aspekt rozrywkowy w miejscach i obiektach kultury.

Poza wymienionymi trzema grupami turystów kulturowych, są też turyści, którzy podróżując „ocierają się” o kulturę miejsc odwiedzanych, lecz nie są nią w ogóle zainteresowani, dotykają wybranych jej aspektów pobieżnie, nie traktują jej z należytym szacunkiem, ich wiedza kulturoznawcza jest nikła, a także nie wyróżniają ich cechy typowe dla turystów kulturowych. Według K. Buczkowskiej turyści ci nie zasługują na miano turystów kulturowych i nazywa ich turystami nie-kulturowymi.

## Turystyka kulturowa w Polsce

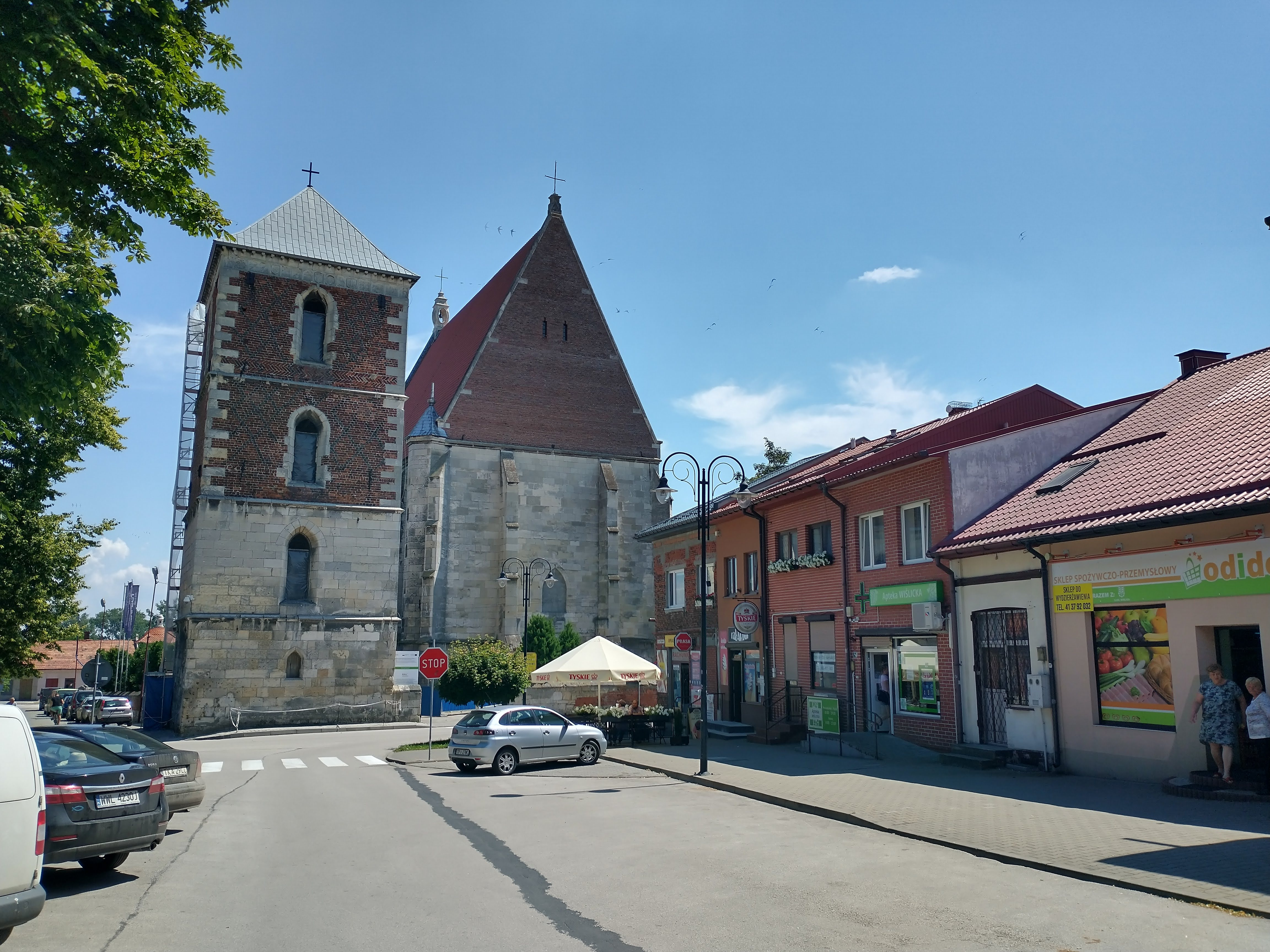
Wiślica, najmniej zaludnione miasto w Polsce, w okresie 1870-2018 nieposiadające praw miejskich

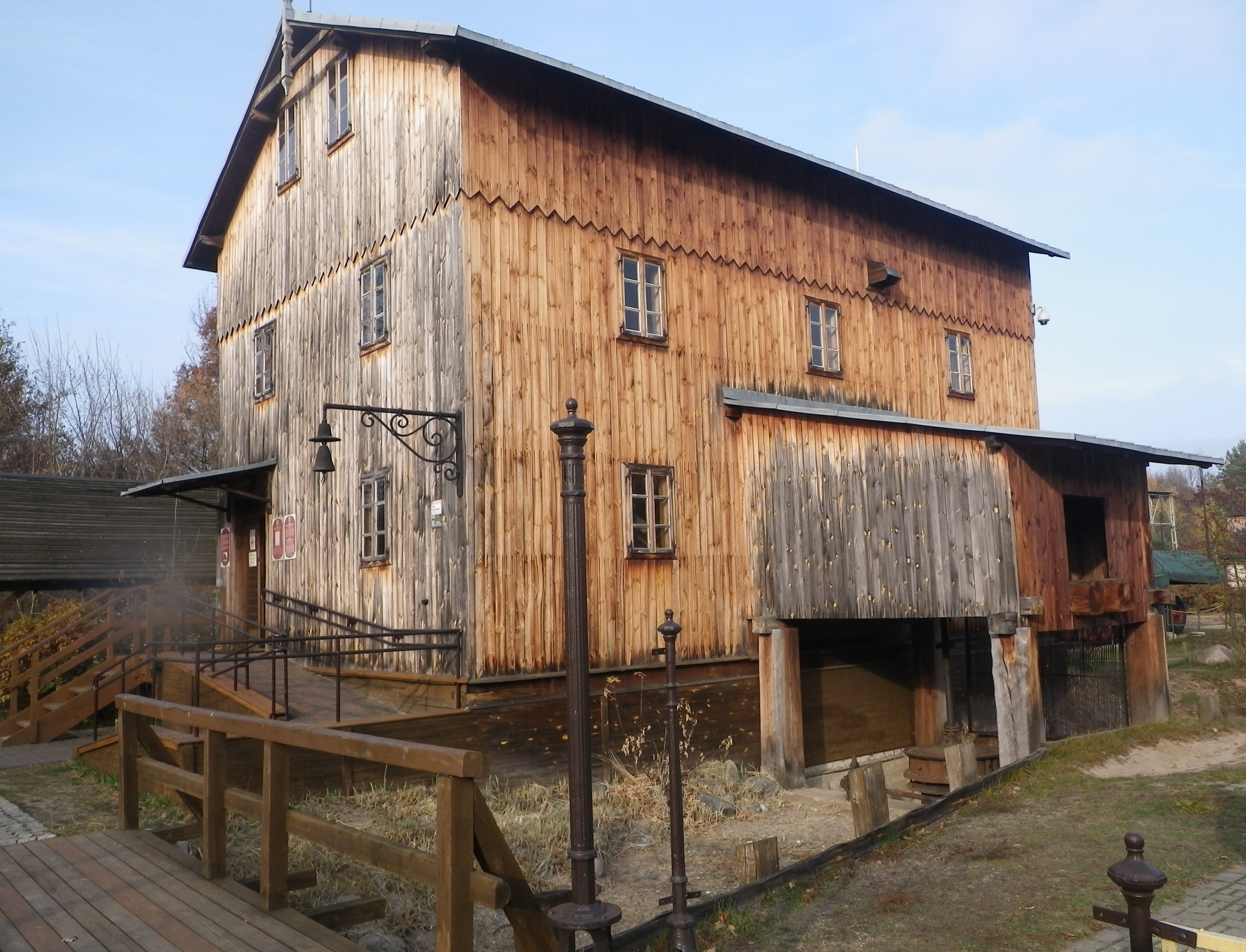
Skansen Rzeki Pilicy w Tomaszowie Mazowieckim

Główne cele turystyki kulturowej w Polsce:
Miasta z dużym nagromadzeniem zabytków, w tym: Kraków, Gdańsk, Poznań, Wrocław, Lublin, Przemyśl, Kielce, Szczecin, Toruń, Warszawa, oraz mniejsze miasta z unikalną historią lub bardzo cennymi zabytkami jak: Gniezno, Wiślica, Biecz, Skalbmierz, Sandomierz, Kazimierz Dolny, Sanok, Płock, Uniejów, Pyrzyce, Darłowo, Legnica, Bytom Odrzański, Świdnica, Lidzbark Warmiński.
Wsie i skanseny o wyjątkowych walorach kulturowych, np. Santok (województwo lubuskie), Gać (województwo pomorskie), Żarnów (województwo łódzkie), Czarnolas (województwo mazowieckie), Lipce Reymontowskie (województwo łódzkie), Kadzidło (województwo mazowieckie), Zalipie (województwo małopolskie), Park Etnograficzny w Tokarni, Muzeum Wsi Lubelskiej w Lublinie, Muzeum Rolnictwa im. ks. Krzysztofa Kluka w Ciechanowcu, Muzeum Kultury Ludowej w Osieku nad Notecią.
Miejsca związane z dziejami innych narodów lub grup etnicznych jak: Tykocin, Leżajsk, Nysa, Gierłoż, Bohoniki, Kruszyniany.
Polskie zabytki UNESCO (turystyka przyjazdowa i krajowa) oraz Pomniki Historii (głównie turystyka krajowa).
Muzea z najcenniejszymi zbiorami (Wawel, Zamek Królewski w Warszawie, Muzea Narodowe w Warszawie, Poznaniu, Gdańsku, Szczecinie, Wrocławiu, Krakowie, Kielcach), najnowocześniejsze (np. Muzeum Powstania Warszawskiego) lub unikalne (np. Muzeum Instrumentów Muzycznych w Poznaniu oraz Muzeum Ludowych Instrumentów Muzycznych w Szydłowcu).
Najcenniejsze obiekty sakralne, w tym m.in. opactwa w Koprzywnicy, Kołbaczu, Krzeszowie, Lubiążu i Mogile, klasztor w Częstochowie, kościoły w Krakowie, Sandomierzu, Lublinie, Kamieniu Pomorskim, Wrocławiu, Poznaniu, Gdańsku, Warszawie.
Najbardziej znane zabytki techniki, w tym: Kanał Ostródzko-Elbląski, Kanał Augustowski, most spawany w Maurzycach, Parowozownia Wolsztyn, skanseny kolejowe w Chabówce, Kościerzynie, Jaworzynie Śl., Muzeum Techniki i Komunikacji w Szczecinie, Muzeum Przemysłu Naftowego i Gazowniczego im. Ignacego Łukasiewicza w Bóbrce, zabytkowe kopalnie w Wieliczce (UNESCO), Bochni, Zabrzu, Tarnowskich Górach, fabryka benzyny syntetycznej w Policach.
Najlepiej zachowane obiekty militarne, jak: twierdze w Kłodzku, Osowcu, Świnoujściu, linie obronne MRU, Westerplatte i inne, miejsca bitew (jak: Pola Grunwaldzkie) lub martyrologii (jak Oświęcim, Treblinka, Obóz zagłady w Chełmnie nad Nerem i inne), kompleks schronów w Konewce.
Najcenniejsze polskie rezydencje, w tym obok wymienionych miejscowości: Nieborów, Kórnik, Rogalin, Łańcut, Kozłówka, Krasiczyn, Książ, Pszczyna, Baranów Sandomierski.
Imprezy turystyki kulturowej oferuje większość dużych biur podróży, jednak coraz częściej wymagający klienci kierują się ku wyspecjalizowanym w tym kierunku usług touroperatorom.